# Christopher Juul-Jensen
Christopher Juul-Jensen (ur. 6 lipca 1989 w Kilmacanogue) – duński kolarz szosowy pochodzenia irlandzkiego. Olimpijczyk (2016).
Juul-Jensen urodził się w Irlandii w rodzinie duńskich emigrantów, którzy wyemigrowali do tego kraju w latach 80. XX wieku. W wieku 16 lat przeprowadził się do Danii.

## Osiągnięcia
Opracowano na podstawie:

2007
- 1. miejsce w Tour du Pays de Vaud
  - 1. miejsce w klasyfikacji punktowej
  - 1. miejsce na etapie 3b

2010
- 2. miejsce w mistrzostwach Danii U23 (start wspólny)

2011
- 2. miejsce w mistrzostwach Danii U23 (start wspólny)
- 1. miejsce w Coupe des nations Ville Saguenay

2012
- 1. miejsce w klasyfikacji młodzieżowej Paris-Corrèze
- 2. miejsce w Kampioenschap van Vlaanderen

2014
- 2. miejsce w mistrzostwach Danii (jazda indywidualna na czas)

2015
- 1. miejsce w mistrzostwach Danii (jazda indywidualna na czas)
- 1. miejsce w Post Danmark Rundt

2016
- 2. miejsce w Japan Cup

2018
- 1. miejsce na 4. etapie Tour de Suisse

2019
- 1. miejsce na 1. etapie Tirreno-Adriático (jazda drużynowa na czas)
- 1. miejsce na 1. etapie Czech Cycling Tour (jazda drużynowa na czas)

## Rankingi
| Rok              | 2009 | 2010  | 2011 | 2012 | 2013 | 2014 | 2015 | 2016 | 2017 | 2018 | 2019  | 2020 | 2021 | 2022 | 2023  |
| ---------------- | ---- | ----- | ---- | ---- | ---- | ---- | ---- | ---- | ---- | ---- | ----- | ---- | ---- | ---- | ----- |
| UCI World Tour   |      |       |      | -    | -    | -    | 141. | -    | 159. | 179. |       |      |      |      |       |
| World Ranking    |      |       |      |      |      |      |      | 236. | 282. | 386. | 1154. | -    | -    | -    | 2281. |
| UCI Europe Tour  | -    | 1163. | 930. |      |      |      |      | 408. | 309. | 466. | 813.  | -    | -    | -    | -     |
| UCI Asia Tour    | -    | -     | -    |      |      |      |      | 44.  | -    | -    |       |      |      |      |       |
| UCI America Tour | 296. | 185.  | 47.  |      |      |      |      | 301. | -    | -    |       |      |      |      |       |
|                  |      |       |      |      |      |      |      |      |      |      |       |      |      |      |       |
| Źródło: UCI      |      |       |      |      |      |      |      |      |      |      |       |      |      |      |       |